# Ary Ribeiro Valadão
Ary Ribeiro Valadão (Anicuns, 14 de novembro de 1918 — Goiânia, 9 de agosto de 2021) foi um agricultor, industrial, advogado e político brasileiro filiado ao Podemos (PODE). Foi governador de Goiás e deputado federal pelo Tocantins.

## Dados biográficos
Filho de Benedito Teodoro Valadão e Emília Parrodi Valadão. Agricultor e industrial, foi membro da UDN e nela foi eleito prefeito de Anicuns em 1947 e 1954 e deputado estadual por Goiás em 1958 e 1962, chegando à presidência do diretório estadual da legenda e líder de sua bancada na Assembleia Legislativa de Goiás. Foi também advogado formado na Universidade Federal de Goiás e pós-graduado em Criminologia e Balística.
Durante sua estadia na Assembleia Legislativa acompanhou a deposição do governador Mauro Borges nos primeiros meses do Regime Militar de 1964 e após a imposição do bipartidarismo mudou para a ARENA sendo eleito deputado federal em 1966, 1970 e 1974, interrompendo sua estadia na Câmara dos Deputados em 1977 para ocupar o cargo de secretário de Justiça no governo Irapuan Costa Júnior onde permaneceu por um ano.

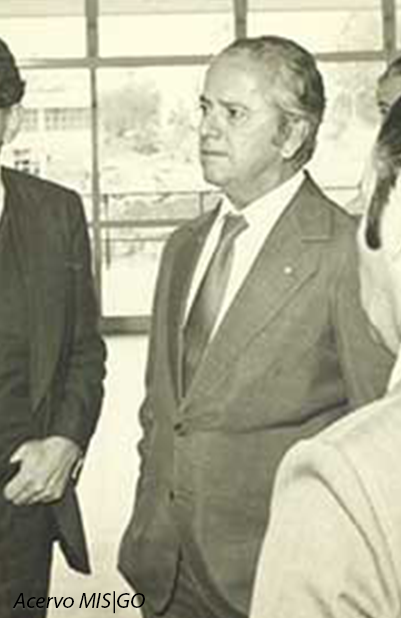
Valadão em 1979, já como governador de Goiás.

Em 1978 foi escolhido governador de Goiás pelo presidente Ernesto Geisel tomando posse no ano seguinte para quatro anos de mandato, filiando-se ao PDS após a reforma partidária. Com a criação do Tocantins foi eleito deputado federal em 1988. Derrotado ao disputar o governo do novo estado em 1990, tornou-se suplente de deputado federal via PPR em 1994, chegando a ser convocado para exercer o mandato.
Como homenagem, seu nome foi dado a logradouros públicos tais como: ruas, bairros, entidades, conselhos, escolas, ginásios e avenidas em outras cidades goianas.
Esposo de Maria Valadão, que foi eleita deputada federal por Goiás em 1990 e 1994.